# Jonathan Gleyse
 (mars 2023).
Jonathan Gleyse, né à Aubenas, en Ardèche, le 23 mai 1990, est un clarinettiste et concepteur d’instruments de musique, de nationalité française.

## Biographie

### Formation
Il commence la musique à l’âge de 12 ans puis prend des cours au conservatoire de Valence. À l’âge de 17 ans, il intègre la classe de Philippe Lavergne où il obtient en 2009 le certificat de fin d'études musicales (CFEM) de clarinette.
Il poursuit en 2009 et 2010 sa formation artistique au Conservatoire de musique et danse de Lyon dans la classe de Jean-Louis Bergerard et obtient le diplôme d’études musicales (DEM) médaille d’or à l’unanimité et avec les félicitations du jury.
En 2010 il est admis à la Haute École de Musique de Lausanne (Suisse) dans la classe professionnelle de Frédéric Rapin[réf. nécessaire]. 

### Carrière de clarinettiste
Dès sa sortie des études, il est sollicité par plusieurs écoles de musique en France et en Suisse. Il enseigne dans ces deux pays, en parallèle de sa carrière de concertiste. Il joue exclusivement comme soliste, sur la scène internationale, dans des formations variées allant du duo avec piano ou harpe, jusqu’au concerto avec orchestre complet, en passant par des formations intermédiaires en quatuor, quintette ou avec orchestre de chambre.

## Facteur d’instruments
Jonathan Gleyse développe ses propres instruments sous le nom de « clarinettes colorature ».

## Discographie
Sa discographie comprend des interventions ponctuelles dans des enregistrements d’orchestre, mais également des albums en tant que soliste :
- 2018 : Souvenirs
- 2019 : Un Air de Fêtes[8]
- 2021 : Dream & Swing (en duo avec la soprano Aurélie Jarjaye)
- 2023 : Carl Maria von Weber (Quintet, Concerto n°2 & Concertino)